# Мартин Џонсон
Мартин Џонсон (енгл. Martin Johnson; 9. март 1970) је бивши енглески рагбиста који је као капитен предводио Лестер Тајгерс до титуле клупског првака старог континента и енглеску репрезентацију до титуле шампиона света.

## Биографија
Висок 201 цм, тежак 119 кг, Џонсон је целу каријеру провео у најтрофејнијем енглексом клубу Лестеру са којим је освајао Премијершип и Куп европских шампиона у рагбију. За енглеску репрезентацију одиграо је 84 тест мечева и постигао 2 есеја, а за екипу Британски и ирски лавови одиграо је 8 тест мечева Са Енглеском је освајао Куп шест нација и Светско првенство у рагбију 2003. Био је и селектор енглеске рагби репрезентације од 2008. до 2011.